# Froger (évêque de Séez)
Pour les articles homonymes, voir Froger.
Froger est un évêque de Séez.

## Biographie
Aumônier du roi Henri II d'Angleterre, il est nommé à l'évêché de Sées en 1158 et sacré en 1160.
Comme son prédécesseur, il tente de séculariser le chapitre cathédral et obtient du pape Alexandre III de pouvoir nommer un archidiacre parmi les clercs séculiers. Il prend une part active au conflit opposant le roi d'Angleterre à Thomas Becket, archevêque de Cantorbéry.
Il assiste au concile de Caen en 1182. Il dote au cours de son épiscopat l'hôpital Sainte-Croix de Sées et l'abbaye de Mortemer. Il consacre l'église de la chartreuse du Val-Dieu.
Il meurt en 1184 et est enterré dans l'abbatiale de Mortemer.